# Díly
Díly (en allemand : Neupossigkau) est une commune du district de Domažlice, dans la région de Plzeň, en République tchèque. Sa population s'élevait à 391 habitants en 2021.

## Géographie
Díly se trouve à 11 km à l'ouest de Domažlice, à 54 km au sud-ouest de Plzeň et à 138 km à l'ouest-sud-ouest de Prague.
La commune est limitée par Postřekov à l'ouest, au nord et à l'est, et par Klenčí pod Čerchovem au sud.

## Histoire
La première mention écrite du village date de 1839. Jusqu'en 1952, la commune s'appelait Nový Postřekov.

## Transports
Par la route, Díly se trouve à 13 km de Domažlice, à 61 km de Plzeň et à 154 km de Prague.